# ملت ریتم (موزیک ویدئو)
موزیک ویدیو آهنگ هنرمند جنت جکسون «ملتِ ریتم» توسط دامینیک سینا کارگردانی شد. این فیلم به‌عنوان بخشی از فیلم بلند ملتِ ریتمِ ۱۸۱۴ در یک نیروگاه واقع در پاسادینا، کالیفرنیا فیلمبرداری شد.